# Степанов, Алексей Сергеевич (Герой Советского Союза)
Алексе́й Серге́евич Степа́нов (1907—1943) — майор Рабоче-крестьянской Красной Армии, участник Великой Отечественной войны, Герой Советского Союза (1943).

## Биография
Алексей Степанов родился в 1907 году в селе Никольская Арчада (ныне — Каменский район Пензенской области). Окончил семь классов школы. В 1932 году Степанов был призван на службу в Рабоче-крестьянскую Красную Армию. С февраля 1943 года — на фронтах Великой Отечественной войны.
К осени 1943 года гвардии майор Алексей Степанов был заместителем командира 24-го гвардейского воздушно-десантного стрелкового полка 10-й гвардейской воздушно-десантной дивизии 37-й армии Степного фронта. Отличился во время битвы за Днепр. В ночь с 30 сентября на 1 октября 1943 года Степанов успешно организовал переправу частей своего полка в районе села Переволочна (ныне — Светлогорское Кобелякского района Полтавской области Украины) и принял активное участие в боях за захват, удержание и расширение плацдарма на его западном берегу. 14 октября 1943 года Степанов погиб в бою с прорвавшимися к советским позициями танками. Похоронен в братской могиле в селе Днепровокаменка Верхнеднепровского района Днепропетровской области Украины.
Указом Президиума Верховного Совета СССР от 20 декабря 1943 года за «успешное форсирование реки Днепр, прочное закрепление плацдарма на западном берегу реки Днепр и проявленные при этом отвагу и геройство» гвардии майор Алексей Степанов посмертно был удостоен высокого звания Героя Советского Союза. Также посмертно был награждён орденом Ленина.
Памятник Степанову установлен в Каменке.